# Shorea dispar
Shorea dispar är en tvåhjärtbladig växtart som beskrevs av Peter Shaw Ashton. Shorea dispar ingår i släktet Shorea och familjen Dipterocarpaceae. Inga underarter finns listade i Catalogue of Life.